# 梅垣義明
梅垣 義明（うめがき よしあき、1959年7月12日 - ）は、日本の俳優、コメディアン、タレント。
愛称は「梅ちゃん」。WAHAHA本舗所属。岡山県笠岡市神島出身。私立金光学園高校卒業、京都産業大学中退。

## 人物・来歴
- 1984年、大学を中退し、WAHAHA本舗のオーディションに合格。同劇団の「歌姫」として、多くの女性歌手のモノマネを披露することで有名。最も著名な芸は越路吹雪の形態模写をし、越路の代表曲『ろくでなし』を歌いながら鼻にグリーン豆を詰めて歌の間に鼻息で飛ばすという、かなり下品な芸である。美空ひばりの形態模写で『川の流れのように』などを歌いながら、股にホースを挟み、大量の水を客席に撒くという芸もある。ドライアイスをたきながら『霧の摩周湖』を歌うという芸もあったが、酸欠になるため諦めた。
- 舞台で歌い始めたのは美輪明宏に憧れていたため[2]。ちなみに美輪からは「シャンソンには様々な形があるから」と、ある種の理解を得ている。2006年に『徹子の部屋』に出演した折には、黒柳徹子にせがまれて鼻に5円・10円・100円の硬貨を詰めたが、50円硬貨のみが取り出せなくなるハプニングが発生、そのまま放送された。
- 実は「鼻息飛ばし」の芸を披露する際、以前は春日井製菓のグリーン豆を使っていた。2006年2月9日放送の『とんねるずのみなさんのおかげでした』では「（現在も）春日井製菓のグリーン豆を使っている」と発言し、他のメーカーの豆もすべて試したが、春日井製菓のグリーン豆が鼻に入れるのに一番しっくりくると説明していた。春日井製菓の社員が梅垣のファンで定期的に缶で送っている。但し、その社員からは「くれぐれも社長には内緒にして下さい」と念を押されている[3]。
- 1990年代初頭には、生活のためにAV男優として活躍していた。
- 1996年からは『はみだし刑事情熱系』で秋本篤志刑事役としてレギュラー出演していたが、実弟は東海大学柔道部（山下泰裕と同期）を卒業して岡山県警で実際に刑事をしていた。しかし、梅垣の弟が兄のことを他人の面前で話すことはタブーだという。
- 美声の持ち主である。役者を目指していた若い頃、親から容姿を理由に「顔を出さずに演技が出来る声優になりなさい」と言われたことがある。実際、『サウスパーク』でビッグゲイ・アルの吹き替えを担当したほか、2003年には『東京ゴッドファーザーズ』に声優として参加した。CMナレーションの仕事も多く、伊藤園の「お〜いお茶」、資生堂のプラウディア、ホンダのアコードワゴンなどでナレーションを務めている。
- プロレスラーの川田利明と仲がよく、そのため川田の得意技であるストレッチ・プラムのプラム（梅）とは梅垣のことだとする説もあったが、実際にはコント松竹梅の梅村達也に由来する。

## 出演

### テレビドラマ
- 世にも奇妙な物語 『ボールペン』（1991年、フジテレビ系）
- 土曜ワイド劇場 「女調査員・おでん屋“ぽんた”探偵局」（テレビ朝日系） - 姫野桜子 役
- ギフト 第9話（1997年、フジテレビ） - 誘拐犯 役
- アフリカの夜（1999年、フジテレビ） - 佐々木巡査 役
- 東映不思議コメディーシリーズ（フジテレビ）
  - 美少女仮面ポワトリン 第12話「大統領の息子」- 大統領の息子 役
  - 不思議少女ナイルなトトメス 第16話「長男はマッチ売りの少女がお好き」〜第18話「三男は活作りがお得意」 - ナイルの悪魔三兄弟の次男 役
  - うたう!大龍宮城 第6話「ウニ」- ウニ 役
- はみだし刑事情熱系（1996年 - 2001年・2003年） - 秋本篤志巡査長 役
- 大河ドラマ（NHK）
  - 秀吉（1996年） - 山中鹿介 役
  - 義経（2005年）
  - 真田丸 最終回（2016年12月18日） - 鎌之介 役
  - 麒麟がくる （2020年4月26日） - 織田彦五郎 役
- 金田一少年の事件簿「金田一少年の殺人」（1996年、日本テレビ） - 赤帆紺 役
- RUN
- プリティーモンキー（1998年） - ママ 役
- 女と愛とミステリー 幻の推理作家〜能登路殺人行（2003年6月、テレビ東京） - 岩本刑事 役
- 新・夜逃げ屋本舗 第5話（2003年、日本テレビ） ‐ 蛭田社長
- 金曜エンタテイメント 「日向夢子調停委員事件簿1」（2003年） - 榎嵩
- 乱歩R（2004年） ‐ 戸田幸一
- 駄目ナリ! 第5話（2004年、よみうりテレビ） - 原島義久さん 役
- 27歳の夏休み（2005年6月30日、TBS） - 高木浩行 役
- エジソンの母（2008年1月11日 - 3月14日、TBSテレビ） - 理科の先生 役
- 新春ドラマスペシャル「福助」（2010年1月4日、東海テレビ）
- 特上カバチ!! 第1話（2010年1月17日、TBS） - ママ 役
- 孤独のグルメ Season1 第7話（2012年2月15日、テレビ東京） - 占い師 役
- 相棒 season11 第2話（2012年10月17日、テレビ朝日） - 盛谷弘光 役
- めしばな刑事タチバナ（2013年4月 - 6月、テレビ東京） - 竹原 役
- 月曜ゴールデン「湯けむりバスツアー 桜庭さやかの事件簿5」（2014年4月28日、TBS） - 緒方武則 役
- 山本周五郎人情時代劇 第5話「追いついた夢」（2015年12月8日、BSジャパン） - 吾平 役
- 水曜ミステリー9「お助け司法書士! 会津若松“後妻業”殺人〜遺産トラブル編〜」（2015年12月9日、テレビ東京） - 近藤勇夫 役
- 土曜ワイド劇場「牟田刑事官VS終着駅の牛尾刑事そして事件記者冴子15 生存者」（2016年1月9日） - 岩瀬厚一郎 役
- その女、ジルバ（2021年1月9日 - 、フジテレビ） - 滝口 役
- 半径5メートル（2021年） - 赤木圭吾 役
- 東京放置食堂（2021年9月16日 - 11月4日、テレビ東京） - 西浦辰彦 役
- インビジブル 第2話（2022年4月22日、TBS） - 神田院長 役
- ソロ活女子のススメ4 第10話（2024年6月6日、テレビ東京） - 巨大迷路の管理人 役
- 歴史探偵「放送100年スペシャル 後藤新平の大風呂敷」（2025年3月26日、NHK総合） - 板垣退助 役

### 映画
- 夢魔（1994年）
- 難波金融伝・ミナミの帝王シリーズ（1995年 - 2006年）
- 君といつまでも（1995年）
- サラリーマン専科（1995年）
- 学校II（1996年）
- ガメラ2 レギオン襲来（1996年）
- 20世紀ノスタルジア（1997年）
- そして天使は歌う　ぼ・ぼ・僕らは正義の味方（1997年、喰始監督） - 冒険コブラ 役[4]
- 誘拐（1997年）
- 鉄塔 武蔵野線（1997年）
- 十五才 学校IV（2000年）
- 釣りバカ日誌18 ハマちゃんスーさん瀬戸の約束（2007年） - 渋谷の秘書 役
- これでいいのだ!!　映画★赤塚不二夫（2011年） - ゲイバーの歌姫 役
- さよならケーキとふしぎなランプ（2014年） - 主人公あきの父 役
- アスリート〜俺が彼に溺れた日々〜（2019年） - プリシラ 役

### オリジナルビデオ
- UFO仮面ヤキソバン 怒りのあげ玉ボンバー（1994年） - オカマ 役
- お天気お姉さん（1995年）
- 喰いしん坊!4 大喰い激闘篇（2008年12月25日）

### Webドラマ
- ダメ田十勇士（2015年、NHK どーがステーション[5]） - 鎌之介 役
- つばめ刑事（2019年、ひかりTV他） - 八重樫署長 役

### 舞台
- NODA・MAP「贋作・罪と罰」（1995年、シアターコクーン） - 左官屋仁助 役
- LOVE LETTERS（2007年7月29日、PARCO劇場） - アンディ 役
- ドロウジー・シャペロン（2009年1月、日生劇場） - アルドルフォ 役
- ファウスト（2014年6月 - 7月、AiiA Theater Tokyo/7月、森ノ宮ピロティホール）
- ライブ・スペクタクル NARUTO -ナルト-（2015年3月 - 4月、AiiA 2.5 Theater Tokyo/4月、キャナルシティ劇場/梅田芸術劇場/多賀城市民会館大ホール/4月 - 5月、AiiA 2.5 Theater Tokyo） - 自来也 役
- BIOHAZARD THE STAGE（2015年10月 - 11月、EX THEATER ROPPONGI） - ポッシュ・ブラウン 役
- 毛皮のマリー（2016年4月、新国立劇場中劇場・PARCO劇場/5月、東京エレクトロンホール宮城/福岡市民会館/愛知県芸術劇場大ホール/アクトシティ浜松大ホール/神奈川芸術劇場ホール/6月、シアタードラマシティ/郡山市民文化センター大ホール/新潟県民会館大ホール） - 醜女のマリー 役
- 音楽劇『ダニー・ボーイ 〜いつも笑顔で歌を〜』（2016年10月 - 11月、東京国際フォーラムホールC/大阪新歌舞伎座） - ダニー・小杉（リリー） 役[6]
- 音楽劇『トムとジェリー 夢よもう一度』（2019年） - ドラ猫ガス 役
- レッドスネーク、カモン‼（2019年10月5日 - 13日、三越劇場） - ショパン猪狩 役
- 大逆転！戦国武将誉賑（2025年9月20日 - 10月19日〈予定〉、明治座 / 11月8日 - 24日〈予定〉、大阪新歌舞伎座） - 柴田勝家 役[7][8]

### 劇場アニメ
- 東京ゴッドファーザーズ（2004年、東映） - ハナ 役

### 海外アニメ
- サウスパーク（1999年 - 2002年、WOWOW） - ビッグ・ゲイ・アル 役

### バラエティ番組
- つぶれ荘物語（1992年、よみうりテレビ）
- ビートたけしのお笑いウルトラクイズ（日本テレビ）
- たまにはキンゴロー（1992年、フジテレビ）
- 夜鳴き弁天（1992年、フジテレビ）※初回ライブのみ
- ボキャブラ天国（フジテレビ） ※キャッチコピーは「シャンソン大魔神」
- ソリトン 野望山馳参寺!（1994年 - 1995年、NHK教育） - ナビゲーション坊主
- バリキン7 賢者の戦略（ウメガキンスキー、TBS）
- 幸せさがしバラエティ 花モ、嵐モ!!（2005年、関西テレビ）
- ヒロイン誕生!（2005年7月 - 2006年3月、テレビ大阪）
- WAHAHA本舗厳選 迷湯!苦湯! あまり行きたくない日本の温泉（2007年 - 2008年、CSテレ朝チャンネル）
- ワハハ本舗の地球で1番おもしろいTV（2008年 - 、CSテレ朝チャンネル）
- WAHAHA本舗! 大人の修学旅行・京都編（2009年、CS旅チャンネル）
- ボクらの時代（2009年11月、フジテレビ） ※柴田理恵、久本雅美と対談
- スマイルすきっぷ〜明日の元気をフルチャージ!〜（2019年3月22日、TBSテレビ）
- 絶対に笑ってはいけない大貧民GoToラスベガス24時! (2020年12月31日、日本テレビ)
- 風雲!たけし城（2023年4月21日 - 、Amazon Prime Video）

### ラジオ
- 爆笑問題の日曜サンデー（2017年4月30日、「ここは赤坂応接間」ゲスト[9]）

### AV
- プリティー・ウーマン （1991年3月15日、ビックマン）-主演　美雪沙織
- 恋おぼろ　幕末太陽伝（1991年、ビックマン）-主演　太陽光